# Вилла д’Эсте
Вилла д’Эсте (итал. villa d’Este) — одна из самых знаменитых итальянских вилл XVI века. Комплекс виллы включает в себя дворец и примыкающий к нему сад. Находится на окраине г. Тиволи (область Лацио), на холме. Особенной славой пользовались фонтаны виллы д’Эсте; именно их стремился превзойти Пётр I при создании Петергофа. В 2001 году вилла д’Эсте включена в число памятников всемирного культурного наследия ЮНЕСКО.

## История виллы

### Вилла в XVI веке

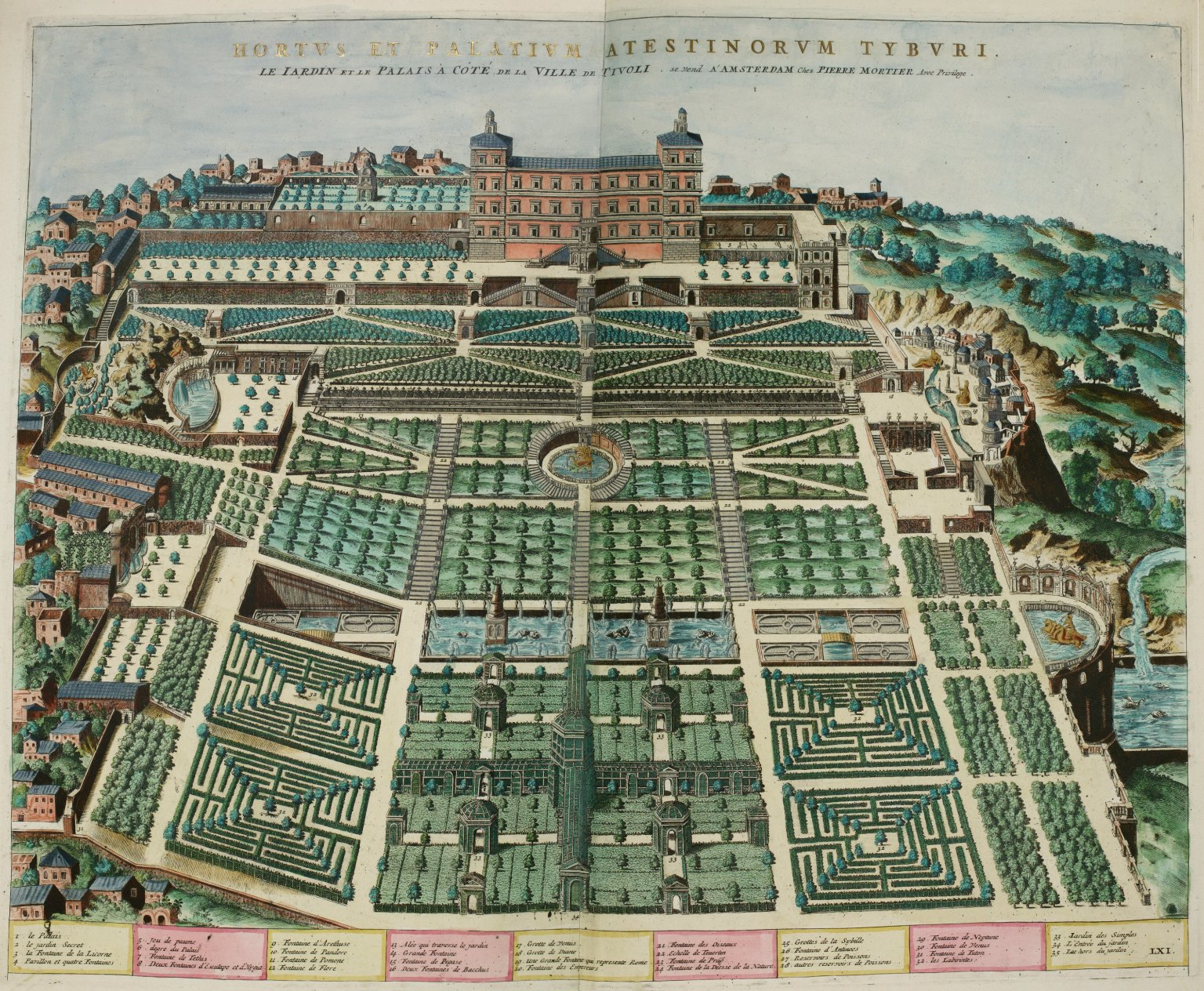
Вид садов виллы д’Эсте. 1560—1575. Раскрашенная гравюра Э. Дюперака

Назначенный папой Юлием III губернатором Тиволи в 1550 году, кардинал Ипполито II д’Эсте (сын Лукреции Борджиа) задумал разбить парк на крутом склоне у дворца. Проект создания парка между церковью Святого Петра и средневековыми стенами окончательно оформился к 1560 году. Автор проекта — архитектор и археолог Пирро Лигорио, ранее, с 1550 года осуществлявший раскопки на древнеримской вилле Адриана, расположенной поблизости; ему помогало множество художников и ремесленников. Убранство виллы было призвано подчеркнуть её высокий престиж места встречи литераторов, поэтов и музыкантов. Отделка залов, начатая в 1563 году, проходила под руководством Джироламо Муциано, а затем — Ливио Агрести и Федерико Цуккаро.
Стены залов были украшены фламандскими гобеленами, лепными украшениями и фресками, а также античными статуями (впоследствии коллекция статуй была утрачена). Внутренняя отделка помещений была почти завершена к моменту кончины кардинала в 1572 году.

### Дальнейшая судьба виллы

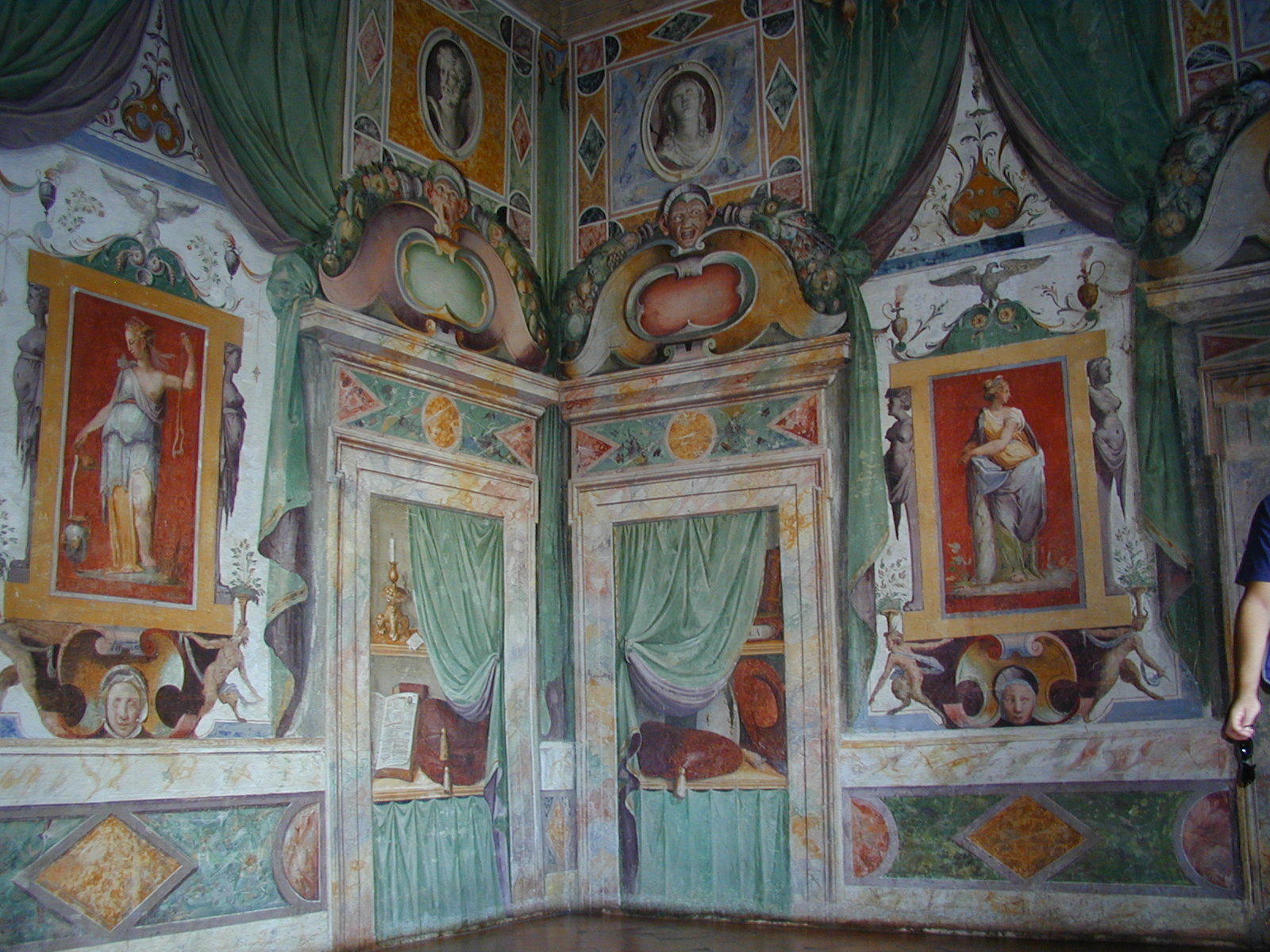
Ф. Цуккаро. Фрески в Зале Благородства. 1566—1567

В 1605 кардинал Алессандро д’Эсте приступил к существенному обновлению парка. Работы были продолжены в 1660—1670 годах, при участии знаменитого архитектора и скульптора Джованни Лоренцо Бернини. В XVIII веке вилла пережила длительный период запустения; в 1814 году весь ансамбль перешёл в наследство Франца Габсбурга. Последним владельцем виллы перед Первой мировой войной был эрцгерцог Франц Фердинанд. С началом войны вилла перешла в собственность государства. В 1920-х годах, а затем сразу после Второй мировой войны (вилла пострадала от бомбардировки) была осуществлена масштабная реставрация. В 2007 году парк получил премию «Самый красивый парк Европы».

### Павел Муратов о вилле д’Эсте
В начале XX века виллу посещали известная художница Анна Остроумова-Лебедева и историк искусства Павел Муратов. Оба отразили свои впечатления на страницах своих книг. Вот какой предстала вилла перед П. П. Муратовым: 

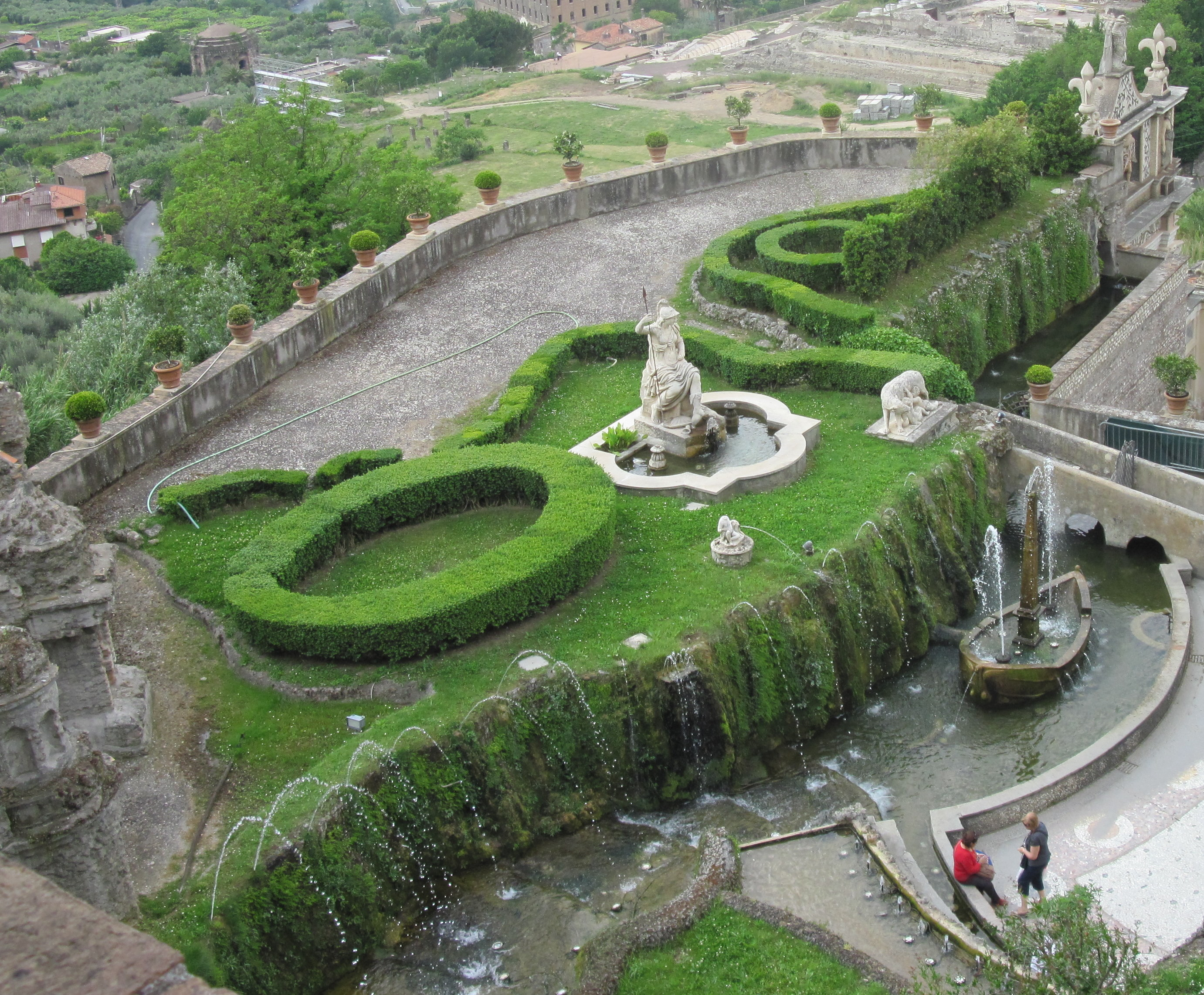
Фонтан «Рометта» имитирует остров Тиберина, «Капитолийскую волчицу» и прочие символы Вечного города. Проект Пирро Лигорио, мастер Курцио Маккароне. 1567—1570

Это вечный образ римской виллы, пленяющий наше воображение, какая-то вечная наша мечта. Обильные воды текут там, образуя тихие зеркальные бассейны и взлетая сверкающими на солнце струями фонтанов. Широкие террасы уставлены рядами потемневших от времени статуй. Закруглённые лестницы ведут к ним; зелёный мох лежит толстым слоем на их балюстрадах. Аллеи проходят под сводами вечнозелёных дубов. Солнечный луч пестрит тонкие стволы в рощицах мирт и лавров. Заросли папоротников занимают заброшенные сырые гроты, нежные пещерные травки свешиваются с их потолков. Мраморные скамьи стоят у подножия старых кипарисов, и их твёрдые смолистые шишечки сухо стучат, падая на мрамор. Всё это есть на вилле д’Эсте, и никакое воображение не в силах представить богатства её вод, расточительности фонтанов, величия бесконечно спускающихся лестниц и простора Кампаньи, открывающегося с её высоких террас.

## Сад

### Символика

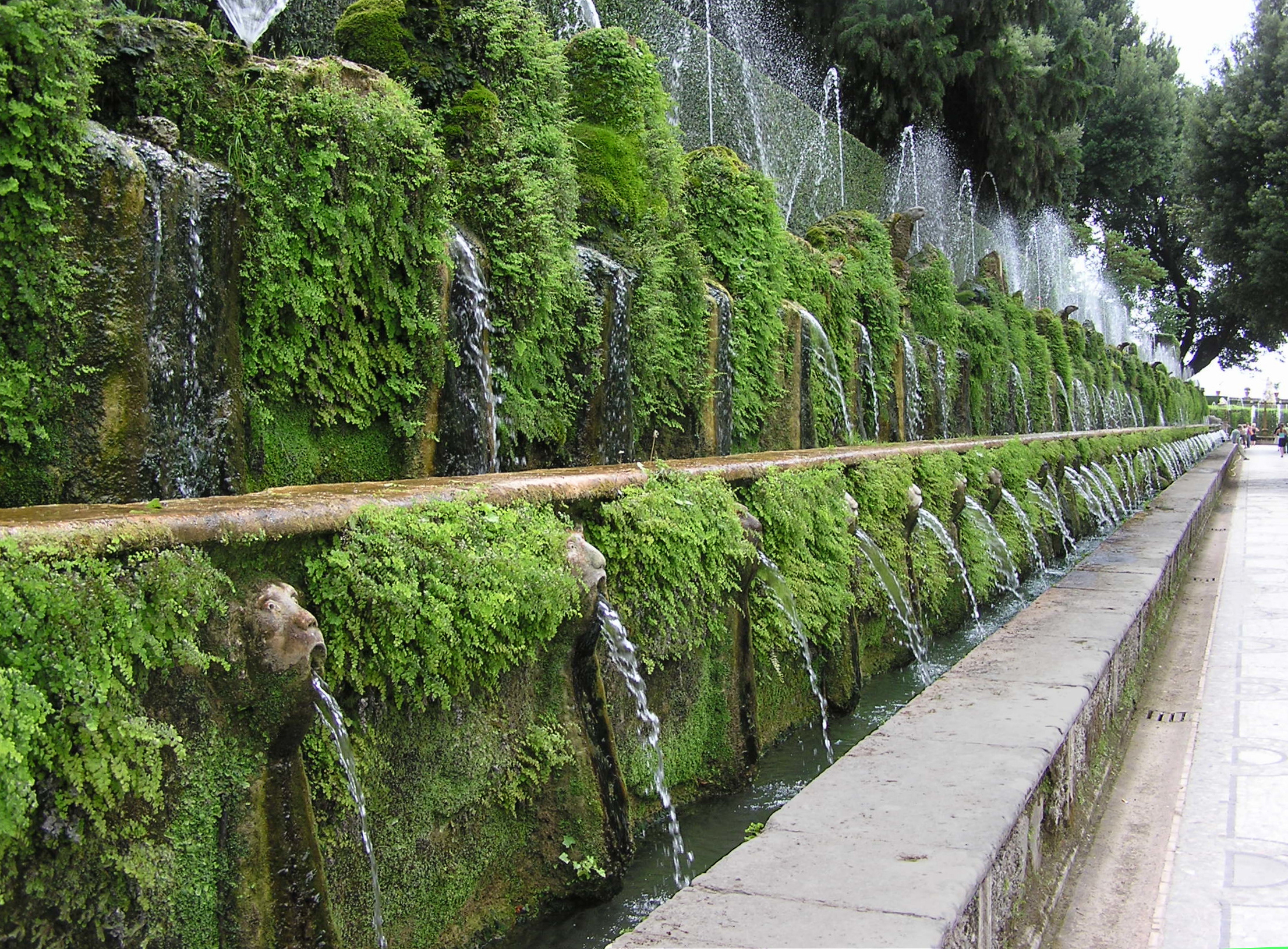
Дорога Ста фонтанов. Проект Пирро Лигорио. 1565—1571

Как и другие европейские сады эпохи Возрождения, сад виллы д’Эсте несёт сложную философскую и политическую символику. Как указывает М. Л. Мадонна, Вилла д’Эсте была задумана как сад нимф Гесперид, посвящённый Гераклу, мифическому прародителю рода д’Эсте. Ключевым элементом сада в Тиволи стала статуя Геракла, от которой вели две символические дороги — одна к Добродетели, другая к Пороку. На центральной оси сада размещалась, кроме того, статуя Венеры, причём она также воплощала собой возможность выбора — на сей раз между Любовью Земной и Небесной. Сад со своей сложной конфигурацией был задуман как микрокосмос, метафорически воссоздающий местную природную среду. Это соответствовало характерным для XVI века представлениям о всеобщей взаимосвязи явлений (образ цепи, протянутой от первопричины до самых низменных феноменов, присутствует у Джакомо делла Порта в книге «Естественная магия» (1558).

### Вода и фонтаны

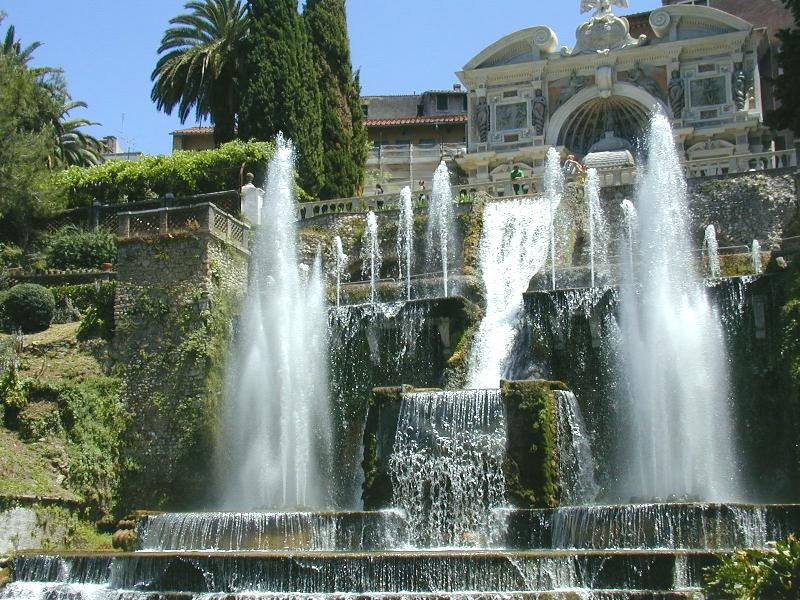
Фонтан Нептуна. Выполнен в 1661 Бернини, почти полностью утрачен; фактически отстроен заново в 1927 А. Росси

Наибольший интерес для посетителя сада представляют фонтаны, которые в XVI веке считались чуть ли не наивысшим достижением гидротехники. Как указывает Б. М. Соколов, «сложная система фонтанов включала в себя Фонтан органа, Фонтан дракона, „Кипящую лестницу“, названную так из-за окружающих её сорока двух водомётов. С ещё большим размахом была оформлена Дорога ста фонтанов — каждому из них соответствовал рельеф на темы из поэмы Овидия „Метаморфозы“. Рядом находились Гроты Венеры и Дианы, а также Рометта — фонтан, символически изображающий семь холмов Рима и его достопримечательности, такие как Колизей и Пантеон. Для снабжения фонтанов воду первоначально брали из близлежащей реки Аньене (приток Тибра) через специальный туннель. Качество этой воды вызвало негативную реакцию у посетившего виллу в апреле 1581 года Мишеля Монтеня. Он не преминул отметить в своём дневнике, что окрестные жители пользуются рекой «по своему усмотрению» (скорее всего, попросту стирают бельё), так что вода эта «мутная и скверная на вид». Пирро Лигорио в своей «Книге о древностях» трактовал воду как «душу» сада и одновременно его «питание» (alimento); аллегорией сада в трактате становится Прозерпина, «душа, струящаяся в подземных субстанциях». Примечательно, что и душа человека описывается у Лигорио при помощи метафоры источника: «душа в теле человека подобна источникам, которые затем превращаются в Реки и текут в Моря-Океаны».

### Фонтан Органа

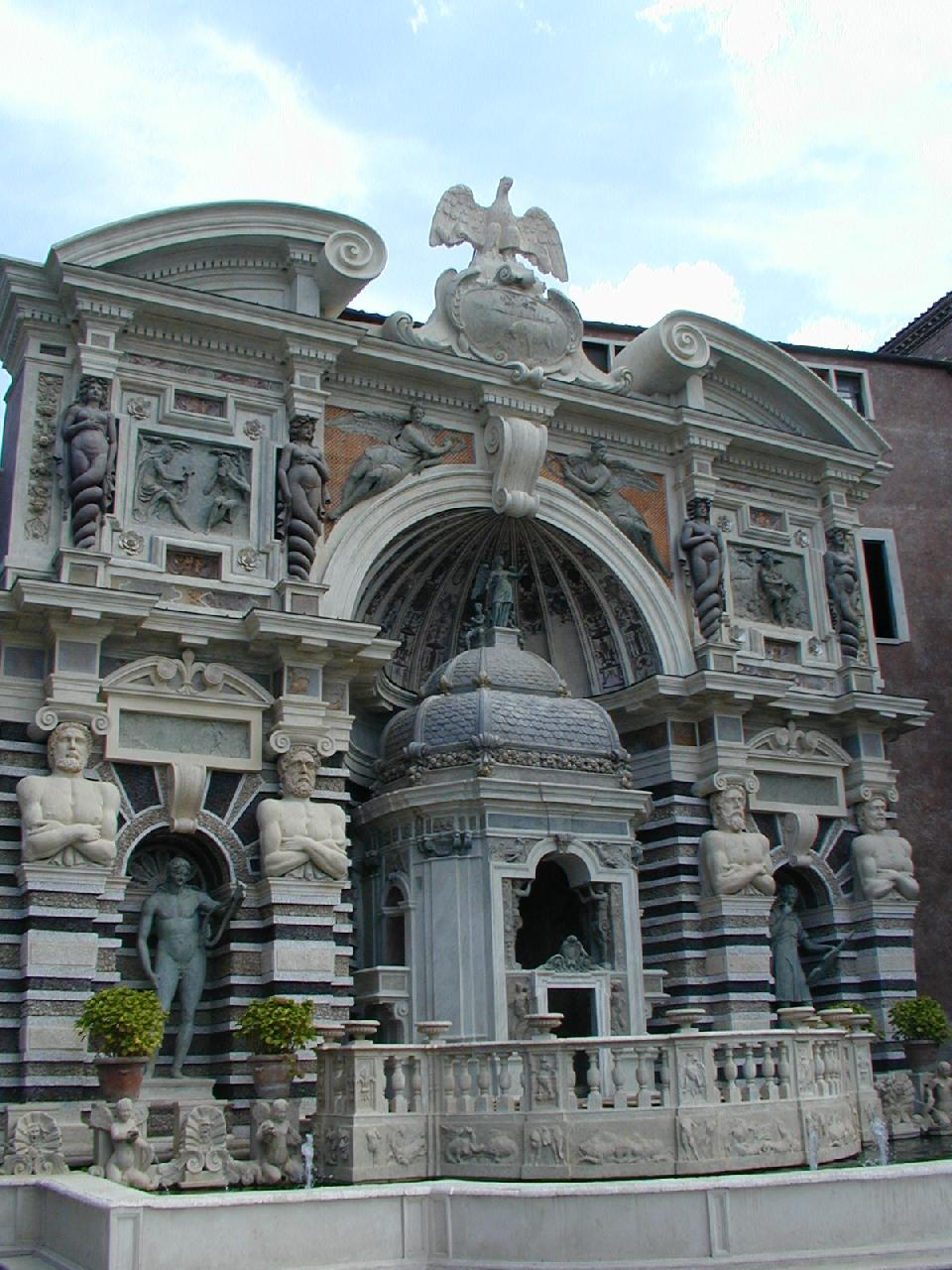
Фонтан Органа

Чрезвычайно детально описывая фонтаны виллы д’Эсте, Монтень делает акцент именно на Фонтане Органа: «исполняемая органами музыка <…> представляет собою одну и ту же постоянно вызваниваемую мелодию; производится она посредством воды, которая низвергается в круглую сводчатую полость и понуждает вибрировать заполняющий её воздух; вследствие чего воздух вырывается наружу через органные трубки». Этот фонтан начали сооружать в 1568 году, в XVIII веке он был разрушен, а затем — уже в наше время — восстановлен (автор проекта инженер Леонардо Ломбарди).

## Вилла д’Эсте в искусстве

### В музыке
В 1867—1882 годах на вилле гостил Ференц Лист и дал здесь один из своих заключительных концертов (1879). Лист посвятил вилле три фортепианные пьесы в большом сборнике «Годы странствий»: «Кипарисы виллы Эсте» (№1 и №2) и «Фонтаны виллы Эсте». В одном из писем композитор писал: «… мой частый немой разговор с этими кипарисами я попытался передать на нотной бумаге! Ах! Как сухо и невыразительно звучат на фортепьяно и даже в оркестре — за исключением Бетховена и Вагнера — скорбь и горести всемогущей природы!».

### В изобразительном искусстве
Одной из вершин графики XVIII века считается серия из десяти зарисовок сангиной, выполненных летом 1760 года на вилле д’Эсте Фрагонаром (ныне — Вена, Галерея Альбертина). Кроме того, Фрагонар, как и его друг Юбер Робер, запечатлел виллу в своих живописных работах. В отечественном искусстве образ виллы д’Эсте воссоздан опять-таки в графике (Анна Остроумова-Лебедева). Александр Иванов выбрал парк виллы д’Эсте в Тиволи фоном для картины «Явление Христа Марии Магдалине после воскресения».

### В поэзии
Вот как описал виллу Максимилиан Волошин в неоконченном стихотворении о Тиволи (1900):

Блестя в темноте, и поет и звенит

Холодная струйка фонтана.

Зацветшие мраморы старых террас,

Разросшийся плющ на пороге…

В таинственных гротах одетые мхом

Забытые, старые боги…

Везде изваяния лилий — гербы

Фамилии д’Эсте старинной.

А в одном из своих очерков 1901 года Волошин следующим образом характеризует свою записную книжку: 
«между её страницами лежат альпийские розы, сорванные на склонах Ортлера, кипарисная ветвь с виллы Адриана, лавровая веточка с могилы Шелли, горная травка, выросшая между мраморных плит театра Диониса, веточка какого-то растения, с очень тонкими вырезанными листочками, которым был обвит старый фонтан на вилле Д’Эсте…» 

### В кинематографе
В 1953 году Кеннет Энгер запечатлел фонтаны виллы д’Эсте в своём короткометражном фильме Eaux d’artifice.
Во французской кинокомедии Разиня (1965 год) на вилле д’Эсте происходит большая вооружённая «разборка» бандитов.